# Донбеттыр
Донбе́ттыр (букв. «водный Пётр») — в осетинском нартском эпосе повелитель воды, морской стихии.
Донбеттыр считался покровителем рыбаков, с ним были связаны несколько осетинских обычаев («донмаконд»). Ему поклонялись они, соблюдая в момент промысла определённые обряды (подобно тому, как было с Афсати). 
Надо полагать, что в древние времена у осетин существовал и более обширный культ Донбеттыра, отмечавшийся особым праздником «Кæфты куывд». Возможно также, что осетинское название месяца октябрь — Кæфты мæй — восходит также к древнему культу рек и морей и их обитателей. 
С верованием в водяного духа связано и верование в существование водяных девиц (осет. доны чызджытæ), считавшихся дочерьми Донбеттыра.

## Мифология
Согласно осетинской мифологии у Донбеттыра было семь сыновей и три дочери, одна из дочерей Дзерасса становится женой нарта Ахсартага. Судя по частым упоминаниям моря, морского царства, в нартовском эпосе, в то время предки осетин проживали вблизи Чёрного и Азовского морей, таких крупных рек, как Дон, Днепр, Волга, которые имеют свои названия в эпосе. Иногда название донбеттыр (во множественном числе, донбеттыртæ) применяется ко всем обитателям водной стихии.
С царством Донбеттыра связано происхождение Шатаны, здесь воспитывались многие нартовские герои, в доме Донбеттыра находит свою жену Хамыц, отец Батрадза. К Донбеттыру обращается Батрадз за помощью. В водном царстве Донбеттыра вырастает Сырдон, который после смерти попадает в море и Донбеттыр воскрешает его.
За здоровье нарта Сослана на пиру выпил последним повелитель вод — Донбеттыр. И по обычаю нартов, от души поблагодарив его, попросил Сослан Донбеттыра:
— Донбеттыр, повелитель всех вод! Мы знаем, как ты могуч, удели же и ты какой-нибудь дар храбрым нартам.

— Отпрыск нартов! — ответил ему Донбеттыр. — Отныне пусть нарты строят мельницы на моих бегущих водах, а я поручу резвым моим дочерям, чтобы они днем и ночью вертели в воде колеса. Вот мой подарок земным людям.
В. И. Абаев следующим образом описывает происхождение имени этого дзуара:
Имя Петр (Petrus) по нормам осетинского языка получило форму Bettyr (бытует в этой форме по сей день). Популярнейшим персонажем осетинской мифологии является владыка водного царства Don-Bettyr, букв. 'Водный Петр'. Что это за Петр? Речь может идти только об апостоле Петре. Но почему «водный»? В связи с евангельскими рассказами о рыбачестве апостола Петра он стал у многих народов патроном рыбаков, а в дальнейшем приобрел у осетин черты водного божества, Нептуна. В народной мифологии и эпосе Don-Bettyr обладает такими чертами и функциями, о которых апостолу Петру и не снилось. Он живет в подводном дворце, в котором «пол из перламутра, стены — синее стекло, потолок — утренняя звезда» jæ byn — ærghæw, jæ khul — chæx avg, jæ car — sæwwon sthaly. По материнской линии он является родоначальником героев осетинского эпоса, Нартов: его дочь — жена Нарта Хсартага — стала матерью знаменитейших Нартов: Урузмага, Хамица, Сатаны. Поскольку Нарты являются потомками дочери Дон-Петра (Don-Bettyry xæræfyrttæ), они часто и подолгу гостят у него. Сатана отдает туда на воспитание своего сына и пр. Ясно, что евангельский Петр совершенно не повинен во всем этом богатом мифологическом орнаменте. Он получил его gratis от своего языческого предшественника, быть может, от такого скифского Посейдона, который, по Геродоту, назывался Тагимасадой. Приняв новую религию, надо было идентифицировать его с каким-нибудь христианским святым, и наиболее подходящим персонажем оказался «рыбак» Петр.